# 菲岛茄
菲岛茄（学名：Solanum cumingii）为茄科茄属下的一个种。

## 扩展阅读
- 維基物種上的相關：菲岛茄